# Final Fantasy Crystal Chronicles: Ring of Fates
Final Fantasy Crystal Chronicles: Ring of Fates (ファイナルファンタジー・クリスタルクロニクル リング・オブ・フェイト Fainaru Fantajī Kurisutaru Kuronikuru Ringu Obu Feito?) es un videojuego de rol de acción para Nintendo DS desarrollado y publicado por Square Enix. Es una protosecuela de Final Fantasy Crystal Chronicles para GameCube.

## Historia
La historia se basa en los gemelos Yuri y Chelinka que viven en un mundo amenazado por la luna pagana que habita en el espacio. Su historia empieza cuando empiezan a derrotar a monstruos con un cristal rojo en su cuerpo. Un enemigo que quiere devolver al oscuridad habitante en la luna a la tierra es el causante de todos los monstruos. Pero hay un símbolo de los cristales.

## Razas
- Clavates: Se puede decir que son los humanos. Utilizan espadas.
- Liltis: Son una raza que por muy ancianos que sean tendrán siempre la estatura de un niño. Utilizan el poder de la alquimia para realizar objetos y magicitas. Utilizan mazas.
- Yukos: Se dicen que son seres formados por plumas como pájaros. Utilizan varas.
- Selkis: Son habitantes de los bosques que han abandonado el bosque hace tiempo. Son seres de supuesta extrema belleza de gran agilidad y destreza. Todos son arqueros. Utilizan arcos.

## Personajes
- Yuri: Es el hermano mellizo "menor" de Chelinka, un niño muy curioso, valiente y amable. Es de naturaleza optimista, no se deja intimidar por las circunstancias y está dispuesto a correr riesgos en su afán por ayudar a los demás.
- Chelinka: Es la hermana "mayor" de los mellizos, quien esconde un gran poder que solo con su hermano es capaz de usar, muchas veces pagando precios altos, como una mudez temporal.
- Meeth: (Alquimista) Una Lilti adulta que es considerada como una niña por los mellizos. Es testaruda con todos, pero demuestra cierto afecto hacia los mellizos.
- Alhanalem "Al": (Hechicero) Tutor de los mellizos en el arte de la magia. A pesar de ser muy disciplinado se dejara llevar por el carisma de los mellizos.
- Gnash: (Arquero) Un selki considerado "bestia", sin embargo en más de una ocasión demuestra ser de gran ayuda para los mellizos. Se dice que fue abandonado por su pueblo en el bosque.
- Tilika: La hija del rey. Ella también comparte una afinidad para el cristal, justo como Chelinka. Fue capturada por los lunitas años antes de que nacieran los mellizos y se sacrificó para evitar una catástrofe.

## Instrucciones
-Controles
+ (Panel de control): Mover a los personajes y sus anillo.
START: Abrir la pantalla del menú o saltar eventos.
SELECT: Solo en "Modo historia".Cambiar de personaje en las tiendas.
Solo en "Modo pruebas".Alternar entre el icono de escapar y el icono del menú principal.
Botón A: Aceptar/ Atacar/ levantar objeto/ Leer/ Hablar.
Botón B: Cancelar/ Saltar/ Desplazar el texto.
Botón X: Hacer aparecer el anillo, mantén el Botón X. Para usar objetos y magia, mantén y suelta el botón X.
Botón Y: Llevar/ Colocar objetos y enemigos/ Ordenar objetos en las tiendas o en la pantalla de Objetos.Para lanzar un objeto en determinada dirección, pulsa Y al saltar o usa el +(Panel de control).
Botón L: Fijar el anillo cuando aparece en pantalla. En "Modo historia", pulsa el Botón L para reunir a los personajes. Si ya están reunidos, púlsalo para que avancen juntos.
Botón R: Usar la habilidad tribal.